# 평균적인 세계 증후군
잔혹한 세계 증후군(영어: Mean World Syndrome)이란 대중매체에서 폭력적인 영상물에 노출된 대중들이 영상물 내의 폭력적인 세계를 실제보다 평균적인 세계에 가깝도록 여기게 되는 심리현상을 지칭하는 심리학의 용어이다. 이 증후군에 걸린 사람은 세계가 그 주변의 일상적인 수준보다 더 폭력적이므로, 현재 받고 있는 것 이상으로 자신을 보호할 필요가 있다고 여기게 된다. 이것은 어떤 매체를 많이 이용하는 수용자는 태도나 신념을 형성할 때 접한 매체의 내용으로부터 많은 영향을 받는다는 사실을 주장하는 계발 이론(영어: Cultivation Theory)의 한 특수한 사례로 볼 수 있다.
이 용어는 미국의 커뮤니케이션 이론가인 조지 거브너(George Gerbner)가 제시하였다. 그는 문화 지표 연구라는 일련의 연구 프로젝트에서, 텔레비전 프로그램의 내용을 분석한 뒤 이를 바탕으로 텔레비전 시청 시간이 많고 열정적인 '중(重)시청자(영어: heavy viewers)'집단과 그렇지 않은 '경(輕)시청자(영어: light viewers)'집단으로 나누어 프로그램이 시청자의 행위 유형에 미치는 효과를 분석하는 연구를 수행했다. 그의 연구 결과는, 중시청자 집단이 경시청자 집단보다 크게 텔레비전이 제공하는 세계의 이미지에 영향받고 또한 그것을 더 많이 수용하는 경향이 있음을 주장하고 있다.

## 같이 보기
- 매스 미디어
- 커뮤니케이션
- 커뮤니케이션 이론
- 계발 이론
- 강한 효과 이론
- 조지 거브너
- 데포르마시옹 프로페시오넬